# Остин и Али
„Остин и Али“ (на английски: Austin & Ally) е американски сериал.
Стартира по „Дисни Ченъл“ на 2 декември 2011 г. Сериите са създадени от Кевин Копелоу и Хеад Серфърт, създателите и продуцентите на „Съни на алеята на славата“ и „Джонас“. Записването на първи епизод започва в средата на февруари, а на 24 май 2011 г. Дисни Ченъл обявява, че „Остин и Али“ вече са самостоятелен сериал. Те първоначално поръчват 13 епизода, въпреки че този брой по-късно се увеличава на 21 епизода. Първото промо на епизодите е готово през октомври 2011 г., по време на Disney Channel's Make Your Mark: The Ultimate Dance-Off event. Сериите на „Остин и Али“ следват премиерата на оригиналния Дисни Ченъл филм: Късмет Чарли – Коледа е!, а официалната премиера на сериите е на 4 декември 2011 г. Финалът на четвърти сезон, както и на сериала е на 10 януари 2016 г.

## Излъчване
| Сезон | Сезон | Епизоди | Начало на сезона | Край на сезона    |
| ----- | ----- | ------- | ---------------- | ----------------- |
|       | 1     | 19      | 2 декември 2011  | 9 септември 2012  |
|       | 2     | 26      | 7 октомври 2012  | 29 септември 2013 |
|       | 3     | 22      | 27 октомври 2013 | 23 ноември 2014   |
|       | 4     | 20      | 18 януари 2015   | 10 януари 2016    |

Заснет в Маями, Остин и Али е комедия относно отношенията между двама напълно различни музиканти: екстревагантният певец и музикант Остин Муун (Ross Lynch) и затворената и срамежлива писателка на песни Али Доусън (Laura Marano), която е добра певица, но има огромна сценофобия.
В първия епизод Остин открадва една от песните на Али без тя да знае. Той става известен, след като неговият приятел Дес (Calum Worthy) записва музикален видеоклип и го пуска в Интернет. Веднъж Али, убедена от най-добрата си приятелка Триш (Raini Rodriguez), вижда песента си в Интернет и се съгласява да стане екип с Остин. Двамата започват да работят заедно и стават приятели, борейки се да опазят славата на Остин. Дес продължава да режисира видеоклиповете на Остин, а Триш става негов мениджър. Четворката има много приключения, докато Остин продължава с кариерата си. В края на първи епизод Остин участва в шоу.

## Актьорски състав

### Главни герои
- Рос Линч – Остин Муун
- Лаура Марано – Али Доусън
- Рейни Родригез – Триш Делароса
- Калъм Уорти – Дес

### Второстепени герои
- Кол Санд – Нелсън
- Анди Милдър – Лестър Доусън
- Ричард Уитен – Джими Стар
- Обри К. Милър – Меган Симс
- Джон Хенсън – Майк Муун
- Джил Бенджамин – Мими Муун
- Джулия Кембъл – Пени Доусън
- Киърси Клемънс – Кира Стар
- Джон Пол Грийн – Чък
- Тревор Джаксън – Трент
- Ноа Кентинео – Далас
- Ашли Финк – Минди
- Кери Уомплър – Бруки
- Медисън Макмилин – Европейски модел
- Саида Арика Екулона – Вал Крауфорд
- Джо Роули – Рони Рамон
- Хана Кат Джоунс – Кери
- Камерън Дийн Стюарт – Джейс
- Хейли Ерин – Пайпър
- Камерън Джебо – Гейвин Йонг

## „Остин и Али“ в България
Сериалът започва по Дисни Ченъл през април 2013 г. и приключва на 29 октомври 2016 г. Ролите се озвучават от Ралица Стоянова (Али), Владимир Зомбори (Остин), Цветослава Симеонова (Триш), Иван Велчев (Дес), Тодор Георгиев и други. В първи и втори сезон дублажът е на студио Доли, а в трети и четвърти сезон дублажът е на Александра Аудио.